# IPE Aeronaves
A Indústria Paranaense de Estruturas Ltda conhecida como IPE Aeronaves, com sede no bairro do Batel em Curitiba, Paraná, é uma fabricante de aeronaves especializada em planadores.    

## História
A empresa já produziu de forma seriada mais de 300 aeronaves, inclusive 155 exemplares do planador mais usado nos clubes brasileiros de voo a vela, o Quero-Quero KW1.

## Aeronaves
Resumo das aeronaves construidas
| Nome do modelo        | Primeiro voo | Tipo                           |
| --------------------- | ------------ | ------------------------------ |
| IPE KW-1b Quero-Quero | 1969         | Planador de assento único      |
| IPE KW-2 Biguá        | 1974         | Planador de dois assentos      |
| IPE 02 Nhapecan       | 1979         | Planador de assento único      |
| IPE Elfe IV           | 1983         | Planador de assento único      |
| IPE 03                | 1984         | Planador de assento único      |
| IPE 04                |              | Aeronave ultraleve de asa fixa |
| IPE SB-2              |              | Planador de assento único      |
| IPE Super Urupema     |              | Planador de dois assentos      |
| IPE 06 Curucaca       | 1990         | Aeronave ultraleve de asa fixa |
| IPE 10 Agrícola       |              | Aeronave agrícola monoposto    |
| IPE 014               |              |                                |